# Cihuri
Cihuri település Spanyolországban, La Rioja autonóm közösségben. Cihuri Miranda de Ebro, Sajazarra, Villalba de Rioja, Haro, Anguciana, Casalarreina és Cuzcurrita de Río Tirón községekkel határos. Lakosainak száma 200 fő (2024).

## Népesség
A település népessége az elmúlt években az alábbi módon változott:
| Lakosok száma | 152  | 166  | 209  | 218  | 229  | 230  | 200  | 178  | 186  | 200  |
|               | 2001 | 2004 | 2007 | 2009 | 2012 | 2014 | 2017 | 2019 | 2022 | 2024 |